# Gáston Begue
Gáston Begue (* 3. September 1972 in Ushuaia) ist ein ehemaliger argentinischer Skirennläufer.

## Biographie
Begue gab sein internationales Renndebüt bei den Juniorenweltmeisterschaften 1990 in Zinal, wobei er seine beste Platzierung mit Rang 50 im Super-G erreichte. Zwei Jahre später nahm er erstmals an Olympischen Winterspielen teil. Bei den Wettkämpfen in Albertville konnte er sich jedoch nicht besonders steigern, im Riesenslalom belegte er den 54. Platz als bestes Ergebnis.
Deutlich erfolgreicher verlief seine erste Teilnahme an Alpinen Skiweltmeisterschaften ein Jahr später. In Morioka wurde er 31. im Slalom. Sein bestes Ergebnis bei einem internationalen Großereignis erzielte Begue 1996 mit Rang 27 im Riesenslalom bei den Weltmeisterschaften in der Sierra Nevada.
Abgesehen von internationalen Großereignissen startete Begue hauptsächlich bei FIS-Rennen sowie im South American Cup, wo ihm insgesamt 4 Podestplätze gelangen. 1995 wurde er zum ersten und einzigen Mal argentinischer Meister im Riesenslalom. 
Sein letztes internationales Rennen bestritt Begue am 14. August 1997 in Bariloche, danach ist er nicht mehr als Rennläufer in Erscheinung getreten.
Seine Tochter Nicole Begue ist ebenfalls als Skirennläuferin aktiv.

## Erfolge

### Olympische Winterspiele
- Albertville 1992: 54. Riesenslalom, 61. Super-G, DNF Slalom
- Lillehammer 1994: 48. Super-G

### Weltmeisterschaften
- Morioka 1993: 31. Slalom
- Sierra Nevada 1996: 27. Riesenslalom, 37. Kombination, 60. Super-G, 66. Abfahrt

### Juniorenweltmeisterschaften
- Zinal 1990: 50. Super-G, 58. Abfahrt, 71. Riesenslalom

### South American Cup
- 4 Podestplätze

### Nor-Am Cup
- Eine Platzierung unter den besten 30

### Weitere Erfolge
- Argentinischer Meister im Riesenslalom (1995)
- Argentinischer Vizemeister im Super-G (1995)
- Argentinischer Vizemeister im Riesenslalom (1994)
- Argentinischer Vizemeister im Slalom (1994)